# داريو توميتش
داريو توميتش مواليد 23 يونيو 1987 في توزلا، جمهورية يوغوسلافيا الاشتراكية الاتحادية، هو لاعب كرة قدم بوسني يلعب مع نادي ليبايا كمدافع.

## المسيرة الاحترافية

### أندية لعب لها
- نادي سلوبودا توزلا
- نادي ليبايا

## روابط خارجية
- داريو توميتش على موقع قاعدة بيانات كرة القدم.إي يو (الإنجليزية)
- داريو توميتش على موقع Soccerway.com (الإنجليزية)
- داريو توميتش على موقع عالم كرة القدم.نت (الإنجليزية)